# Устинов, Юрий Анатольевич
Юрий Анатольевич Устинов (14 ноября 1934 — 4 января 2023) ― советский и российский учёный и педагог. Специалист в области теории упругости. Доктор физико-математических наук, профессор. Ректор Ростовского института сельскохозяйственного машиностроения (РИСХМ) в 1983—1988 гг.

## Биография
Родился 14 ноября 1934 года.
В 1957 году окончил отделение механики физико-математического факультета Ростовского государственного университета по специальности «механика». В 1963 году окончил аспирантуру на кафедре теории упругости РГУ, а в 1965 году защитил кандидатскую диссертацию по теме «Некоторые задачи теории упругости для двухсвязных областей с круговыми границами и их приложение». В том же году ему было присвоено учёное звание доцента. В 1977 году защитил докторскую диссертацию по теме «Краевые задачи и проблема предельного перехода от трехмерных задач теории упругости к двухмерным для неоднородных плит». С 1980 года ― доцент кафедры кафедры теории упругости РГУ.
В 1983—1988 гг. занимал должность ректора Ростовского института сельскохозяйственного машиностроения (РИСХМ, ныне ― Донской государственный технический университет). Всего проработал в РГУ (ныне ― Южный федеральный университет) более 58 лет.
Являлся автором более 200 работ, среди них ― 4 монографии.
Также являлся ведущим научным сотрудником в отделе дифференциальных уравнений Южного математического института во Владикавказе.
Заслуженный деятель науки Российской Федерации, член Национального комитета по теоретической и прикладной механике, соросовский профессор. В 2014 году был избран почётным членом Национальной академии наук Азербайджана.
Скончался 4 января 2023 года.